# Enköpings garnison
Enköpings garnison är en garnison som ligger i den norra utkanten av Enköpings tätort, på ömse sidor om europavägen E18. Chefen för Ledningsregementet är tillika chef för Enköpings garnison. 

## Historia
Garnisonen med kasernområdet började byggas på 1940-talet för återuppsättandet av Göta Livgardes (P 1) behov av ny förläggningsplats. Garnisonen har förändrats och byggts ut i flera omgångar sedan tillkomsten. Den mest märkbara förändringen skedde i början av 1980-talet då Göta Livgarde lades ner och Upplands regemente (S 1) och Arméns stabs- och sambandsskola med flera enheter omlokaliserades från Uppsala garnison till Enköping. 2013 var drygt 1 200 personer anställda inom garnisonen. År 2018 var drygt 1 500 personer anställda inom garnisonen och under 2019 beräknas denna siffra öka till över 2000 personer. Därmed räknas den till en av de större garnisonerna i landet.
Till garnisonen hör även Enköpings närövningsfält som sträcker sig norrut från garnisonen.

## Verksamhet
Organisationsenheter i garnisonen har genom åren varierat, år 2019 bestod den av följande förband, skolor och enheter:
| Beteckning | Enhetsnamn                                                        | Aktiv | Anmärkning                                                        |
| ---------- | ----------------------------------------------------------------- | ----- | ----------------------------------------------------------------- |
| LedR       | Ledningsregementet                                                | 2007– | Bildades 2007 genom en omorganisation av Upplands Regemente (S 1) |
| LedSS      | Ledningsstridsskolan                                              | 2013– | Del av Ledningsregementet, namnbyte 2013 från Ledningsskolan      |
| UVG        | Upplands- och Västmanlandsgruppen                                 | 2005– | Del av Mellersta militärregionen (MR M)                           |
| METOCC     | Försvarsmaktens meteorologi- och oceanograficentrum               | 2006– | Del av Ledningsregementet                                         |
| AST        | Arméstaben                                                        | 2019– | Bildades 2019 genom omorganisation av försvarsledningen           |
| FMTIS      | Försvarsmaktens telekommunikations- och informationssystemförband | 2016– | Endast delar av förbandet är lokaliserade till garnisonen         |
| FMLOG      | Försvarsmaktens logistik                                          | 2002- | Endast delar av förbandet är lokaliserade till garnisonen         |

## Historisk verksamhet
| Beteckning | Enhetsnamn                                   | Aktiv     | Anmärkning                                                                    |
| ---------- | -------------------------------------------- | --------- | ----------------------------------------------------------------------------- |
| P 1        | Göta pansarlivgarde                          | 1943–1963 | Namnbyte 1963 till Göta livgarde                                              |
| P 1        | Göta livgarde                                | 1963–1980 | Avvecklat 1980                                                                |
| PB 6       | Blåa brigaden                                | 1949–1979 | Ingick i P 1, upplöst 1979                                                    |
| PKAS       | Pansartruppernas kadett- och aspirantskola   | 1946–1980 | Omlokaliserad 1980 till Skövde garnison                                       |
| S 1        | Upplands Regemente                           | 1982–2007 | Omlokaliserat 1982 från Uppsala garnison, omorganiserades till LedR 2007      |
| Fo 47      | Uppsala försvarsområde                       | 1982–2000 | Omlokaliserat 1982 från Uppsala garnison                                      |
| Fo 48      | Västmanlands försvarsområde                  | 1982–1990 | Omlokaliserat 1982 från Uppsala garnison                                      |
| StabSbs    | Arméns stabs- och sambandsskola              | 1982–1998 | Omlokaliserat 1982 från Uppsala garnison, uppgick i LedC 1998                 |
| LSC        | Arméns lednings- och sambandscentrum         | 1991–1997 | Uppgick 1998 i ATAC                                                           |
| LedC       | Ledningscentrum                              | 1999–2000 | Omorganiserades 2000 delvis till Ledningsskolan                               |
| LedS       | Ledningsskolan                               | 2000–2013 | Namnbyte 2013 till Ledningsstridsskolan                                       |
| ATAC       | Arméns taktiska centrum                      | 1998–1999 | Omlokaliserat 1998 från Uppsala garnison, namnbyte 1999 till Armécentrum      |
| ArméC      | Armécentrum                                  | 1999–2000 | Namnbyte 2000 till Arméns taktiska kommando                                   |
| ATK        | Arméns taktiska kommando                     | 2000–2002 | Omlokaliserades 2002 till Uppsala garnison                                    |
| IF Ö       | Östra militärområdets intendenturförvaltning | 1966–1976 | Slogs ihop 1976 med TF Ö och bildade MF Ö                                     |
| TF Ö       | Östra militärområdets tygförvaltning         | 1966–1976 | Slogs ihop 1976 med IF Ö och bildade MF Ö                                     |
| MF Ö       | Östra militärområdets materielförvaltning    | 1976–1991 | Slogs ihop 1991 med MF B och bildade MF M lokaliserat till Strängnäs garnison |
| VF Ö       | Östra militärområdets verkstadsförvaltning   | 1966–1991 | Slog ihop 1991 med VF B och bildade VF M lokaliserat till Strängnäs garnison  |